# (467004) 2016 CY72
(467004) 2016 CY72 es un asteroide perteneciente al cinturón de asteroides descubierto por el Mount Lemmon Survey el 6 de febrero de 2007 desde el Observatorio del Monte Lemmon (Arizona, Estados Unidos).